# Studia Copernicana
Studia Copernicana – seria powołana do życia w 1970 roku w Zakładzie Historii Nauki i Techniki Polskiej Akademii Nauk (obecnie: Instytut Historii Nauki PAN) w Warszawie; od tomu 42. jej współwydawcą zostało Centrum Kopernika Badań Interdyscyplinarnych w Krakowie.
Misję serii określił wstęp do pierwszego tomu pióra animatora i wieloletniego redaktora naczelnego Studia Copernicana, prof. Pawła Czartoryskiego: miała stać się miejscem publikacji prac poświęconych zagadnieniom historii astronomii i nauk ścisłych oraz filozofii przyrody przed Mikołajem Kopernikiem, sylwetce i dziełu tego astronoma, a także recepcji jego teorii i zjawisku, które bywa określane mianem rewolucji kopernikańskiej.
W latach 1970–2016  ukazało się 45 tomów Studia Copernicana. Połowa tomów w serii została wydana w nowożytnych językach obcych, a połowa – w języku polskim. Pod względem formy zdecydowanie przeważają w serii monografie (18 tomów), chociaż znajdziemy w niej również zbiory artykułów.
Pierwsze 25 tomów serii miało stały komitet redakcyjny w osobach prof. prof. Mariana Biskupa, Jerzego Bukowskiego, Pawła Czartoryskiego, Jerzego Dobrzyckiego, Karola Górskiego, Bogusława Leśnodorskiego i Bogdana Suchodolskiego. Ostatni tom Studia Copernicana, w którego przygotowanie był zaangażowany prof. Czartoryski, ukazał się w 1999 r. Odtąd seria była wydawana pod kierunkiem prof. Witolda Wróblewskiego z Uniwersytetu Mikołaja Kopernika w Toruniu. W sierpniu 2007 r. redaktorem naczelnym Studia Copernicana został prof. dr hab. Jarosław Włodarczyk.
W serii publikują swoje prace historycy nauki o międzynarodowej renomie; Studia Copernicana wnosi istotny wkład w piśmiennictwo zarówno polskie, jak i światowe, poświęcone Kopernikowi i historii jego odkryć.

## Tomy serii wydane w latach 1970–2016
1. Aleksander Birkenmajer, Études d’histoire des sciences et de la philosophie du Moyen Âge, Wrocław, 1970 (in French).
2. Mieczysław Markowski, Burydanizm w Polsce w okresie przedkopernikańskim. Studium z historii filozofii i nauk ścisłych w Uniwersytecie Krakowskim w XV wieku, Wrocław, 1971 (in Polish with Latin source materials).
3. Barbara Bieńkowska, Kopernik i heliocentryzm w polskiej kulturze umysłowej do końca XVIII wieku, Wrocław, 1971 (in Polish).
4. Aleksander Birkenmajer, Études d’histoire des sciences en Pologne, Wrocław, 1972 (in French).
5. Colloquia Copernicana I: Études sur l’audience de la théorie héliocentrique. Conférences du Symposium de l’UIHPS, Toruń 1973, Wrocław, 1972 (in English and German).
6. Colloquia Copernicana II: Études sur l’audience de la théorie héliocentrique. Conférences du Symposium de l’UIHPS, Toruń 1973, Wrocław, 1973 (in English, German, and Italian).
7. Marian Biskup, Regesta Copernicana, Wrocław, 1973 (in Polish).
8. Marian Biskup, Regesta Copernicana (Calendar of Copernicus’ Papers), Wrocław, 1973 (in English).
9. Bronisław Biliński, Najstarszy życiorys Mikołaja Kopernika z roku 1588 pióra Bernardina Baldiego, Wrocław, 1973 (in Polish).
10. Karol Górski, Łukasz Watzenrode. Życie i działalność polityczna (1447–1512), Wrocław, 1973 (in Polish).
11. Grażyna Rosińska, Instrumenty astronomiczne na Uniwersytecie Krakowskim w XV wieku, Wrocław, 1974 (in Polish with Latin source materials).
12. Zofia Wardęska, Teoria heliocentryczna w interpretacji teologów XVI wieku, Wrocław, 1975 (in Polish with Latin source materials).
13. Colloqia Copernicana III: Proceedings of the Joint Symposium of the IAU and the IUHPS, cosponsored by the IAHS Astronomy of Copernicus and its Background, Toruń 1973, Wrocław, 1975 (in English and French).
14. Colloquia Copernicana IV: Conférences des Symposia: l’audience de la thèorie héliocentrique Copernic et le développement des sciences exactes et sciences humaines, Toruń 1973, Wrocław, 1975 (in English, French, and German).
15. Witelonis Perspectivae liber primus. Book I of Witelo’s Perspectiva. An English Translation with Introduction and Commentary and Latin Edition of the Mathematical Book of Witelo’s Perspectiva by Sabetai Unguru, Wrocław, 1977 (in English with Latin text).
16. Science and History. Studies in Honor of Edward Rosen, ed. by. E. Hilfstein, P. Czartoryski, and F. G. Grande, Wrocław, 1978 (in English, French, and German).
17. Nicholas Copernicus. Quincentenary Celebratins. Final Raport, ed. by Z. Wardęska, Wrocław, 1977 (in English).
18. Jerzy Drewnowski, Mikołaj Kopernik w świetle korespondencji, Wrocław, 1978 (in Polish with Latin source materials).
19. Jerzy Burchardt, List Witelona do Ludwika we Lwówku Śląskim. Problematyka teoriopoznawcza, kosmologiczna i medyczna, Wrocław, 1979 (in Polish with Latin text).
20. Georgii Joachimi Rhetici Narratio prima. Edition critique, traduction francaise et commentaire par Henri Hugonnard-Roche et Jean-Pierre Verdet, avec collaboration de Michel Lerner et Alain Segonds, Wrocław, 1982 (in French with Latin text).
21. Erna Hilfstein, Starowolski’s biographies of Copernicus, Wrocław, 1980 (in English with Latin source materials).
22. Grażyna Rosińska, Scientific Writings and Astronomical Tables in Cracow XIVth–XVIth Centuries, Wrocław, 1984 (in English with Latin source materials).
23. Witelonis Perspectivae Liber Quintus. Book V of Witelo’s Perspectiva. An English Translation with Introduction and Commentary, and Latin Edition of the First Catoptrical Book of Witelo’s Perspectiva by A. Mark Smith, Wrocław, 1983 (in English with Latin text).
24. Grażyna Rosińska, Optyka w XV wieku. Między nauką średniowieczną a nowożytną. Fifteenth-Century Optics. Between Medieval and Modern Science, Wrocław, 1986 (in Polish with Latin source materials, and a comprehensive English summary).
25. Pavel Spunar, Repertorium auctorum Bohemorum provectum idearum post Universitatem Pragensem conditam illustrans, vol. 1, Wrocław, 1985 (in Latin).
26. Jane L. Jervis, Cometary Theory in Fifteenth-Century Europe, Wrocław, 1985 (in English with Latin source materials).
27. Thomae de Wratislavia Practica medicinalis. A Critical Edition of the Practica medicinalis of Thomas of Wrocław, Prémontré, Bishop of Sarepta (1297–c. 1378) by Theodore Antry, O. Praem., Wrocław, 1989 (Latin text with English introduction).
28. Witelonis Perspectivae liber secundus et liber tertius. Books II and III of Witelo's Perspectiva. A Critical Latin Edition and English Translation with Introduction, Notes and Commentaries by Sabetai Unguru, Wrocław, 1991 (in English with Latin text).
29. Witelona Perspektywy księga II i księga III, ed. by Witold Wróblewski, translation, introduction, and commentaries by Lech Bieganowski, Andrzej Bielski, Roman S. Dygdała, and Witold Wróblewski, Wrocław, 1991 (in Polish with English summary).
30. Janice Adrienne Henderson, On the Distances between Sun, Moon, and Earth according to Ptolemy, Copernicus and Reinhold, Leiden, 1991 (in English).
31. Jerzy Burchardt, Kosmologia i psychologia Witelona, Wrocław, 1991 (in Polish).
32. Elżbieta Witkowska-Zaremba, Musica Muris i nurt spekulatywny w muzykografii średniowieczne, Warszawa, 1992 (in Polish with Latin source materials).
33. Witelona Perspektywy księga IV, introduction and commentaries by Lech Bieganowski, Andrzej Bielski, Witold Wróblewski, Wrocław 1994 (in Polish with English summary).
34. Jacek Soszyński, Kronika Marcina Polaka i jej średniowieczna tradycja rękopiśmienna w Polsce, Warszawa, 1995 (in Polish).
35. Pavel Spunar, Repertorium auctorum Bohemorum provectum idearum post Universitatem Pragensem conditam illustrans, vol. 2, Warszawa–Prague, 1995 (in Latin).
36. Jerzy Burchardt, Higiena wedle Tomasza z Wrocławia, Warszawa, 1997 (in Polish).
37. Stefan Swieżawski, L’Univers. La philosophie de la nature au XVe siècle en Europe, Warszawa 1999 (in French).
38. Wiesław Wójcik, Nowożytne wizje nauki uniwersalnej a powstanie teorii kontinuów, Warszawa, 2000 (in Polish).
39. Michał Kokowski, Thomas S. Kuhn (1922–1996) a zagadnienie rewolucji kopernikowskiej, Warszawa, 2001 (in Polish with English summary).
40. Witelona Perspektywy księga V, VI, VII, introduction and commentaries by Andrzej Bielski and Witold Wróblewski, Toruń, 2003 (in Polish with English summary).
41. Witelona Perspektywy księga VIII i IX, introduction and commentaries by Andrzej Bielski and Witold Wróblewski, Toruń 2009 (in Polish).
42. Johannes Kepler: From Tübingen to Żagań, ed. by Richard L. Kremer and Jarosław Włodarczyk, Warszawa, 2009 (in English).
43. Jerzy Dobrzycki, Selected Papers on Medieval and Renaissance Astronomy, ed. by Jarosław Włodarczyk and Richard L. Kremer, Warszawa, 2010 (in English).
44. Johannes Hevelius and His World: Astronomer, Cartographer, Philosopher and Correspondent, ed. by Richard L. Kremer and Jarosław Włodarczyk, Warszawa, 2013 (in English).
45. Disputationes „Physicorum” dictae Magistri Serpentis „Exercitium” (editio critica), ed. Tadeusz Grzesik, Warszawa, 2016.